# Remetské Hámre
Remetské Hámre este o comună slovacă, aflată în districtul Sobrance din regiunea Košice, pe malul râului Okna⁠(d). Localitatea se află la altitudinea de 288 m deasupra n.m., se întinde pe o suprafață de 24,59 km2 și în 2017 număra 561 de locuitori. Se învecinează cu comuna Vyšné Remety.

## Demografie
| An:                | 1994 | 2004   | 2014   | 2024   |
| ------------------ | ---- | ------ | ------ | ------ |
| Număr de persoane: | 704  | 658    | 598    | 542    |
| Diferență:         |      | −6,53% | −9,11% | −9,36% |

| An:                | 2023 | 2024   |
| ------------------ | ---- | ------ |
| Număr de persoane: | 553  | 542    |
| Diferență:         |      | −1,98% |